# 383
383 (CCCLXXXIII) fue un año común comenzado en domingo del calendario juliano, en vigor en aquella fecha.
En el Imperio romano, el año fue nombrado como el del consulado de Merobaudes y Saturnino, o menos comúnmente, como el 1136 Ab urbe condita, adquiriendo su denominación como 383 a principios de la Edad Media, al establecerse el anno Domini.

## Acontecimientos

### Imperio romano
- 1 de enero: Temistio hace el panegírico del cónsul Saturnino.[1]
- 19 de enero: Arcadio, hijo mayor de Teodosio I, con seis años, es elevado al rango de emperador (co-augusto de Oriente).[2]
- 25 de agosto: Las tropas romanas en Britania proclaman emperador a Magno Máximo. Invade la Galia y hace de Tréveris su capital.[3] Un grupo de soldados traiciona al emperador Flavio Graciano y lo entrega a los britanos, quienes lo ejecutan. La Galia, las provincias italianas e Hispania proclaman su lealtad a Magno Máximo. Panonia y África mantienen su lealtad al coemperador Valentiniano II.
- Las legiones romanas abandonan la defensa del muro de Adriano.
- Teodosio I cede Dacia y Macedonia a Valentiniano II. Reconocen a Magno Máximo como augusto.
- El usurpador Máximo anuncia su apoyo a la Iglesia ortodoxa atacando a los maniqueos y estableciendo el principio de que las herejías debían ser perseguidas civilmente por el Estado, para ganarse a la Iglesia oficial frente a la política pro-arriana de Justina en Italia.[4]
- Martín de Tours persuade al conde Avitiano, uno de los hombres de Máximo, para que libere a los funcionarios imperiales leales a Graciano a los que se disponía a ejecutar. Más tarde, se dirigió a Tréveris para pedir a Máximo clemencia, en particular hacia Prisciliano, y su apoyo a la Iglesia ortodoxa contra las herejías.[4]
- Según la leyenda, el bretón Conan Meriadec, que había llegado de Britania con Máximo, se instaló en Armórica con el título de dux. Se le considera el primer rey de la Bretaña armoricana.[5]
- San Agustín llega a Roma.

### Asia
- Batalla del río Féi en China:[6] la dinastía Jin derrota a la dinastía Qin Anterior en Anhui.
- Sapor III se convierte en rey de Persia.[7]

## Nacimientos
- Lupo de Troyes, religioso cristiano.

## Fallecimientos
- Flavio Graciano, emperador romano.
- Flavia Máxima Constancia, emperatriz.